# ジャクソン郡区 (アイオワ州カルフーン郡)
ジャクソン郡区 (Jackson Township) は、アメリカ合衆国アイオワ州カルフーン郡にある16の郡区の一つである。2000年の国勢調査で、人口は225人だった。

## 地理
ジャクソン郡区は87.4平方キロメートル（33.73平方マイル）で、組み込まれている自治体 (incorporated settlements) はない。アメリカ地質調査所によると、この郡区はCottonwoodの1つの霊園が含まれる。